# Webb Ellis-pokalen

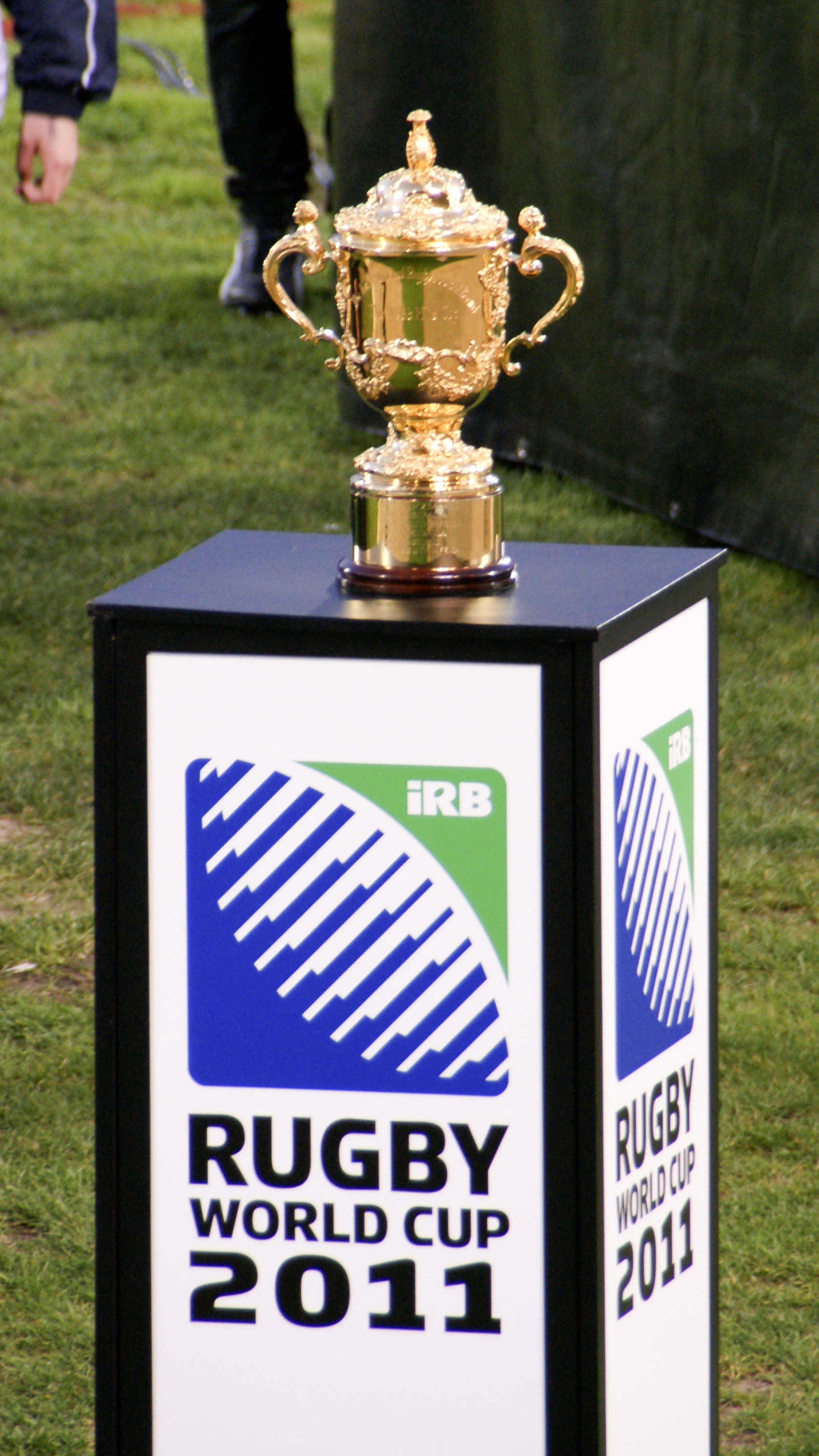
Webb Ellis-pokalen

Webb Ellis-pokalen, Webb Ellis Cup, får vinnaren av VM i Rugby, som spelas vart fjärde år. Uppkallad efter William Webb Ellis.

## Vinnare av Webb Ellis-pokalen
- 1987:  Nya Zeeland
- 1991:  Australien
- 1995:  Sydafrika
- 1999:  Australien
- 2003:  England
- 2007:  Sydafrika
- 2011:  Nya Zeeland
- 2015:  Nya Zeeland
- 2019:  Sydafrika